# Rally Cataluña de 2013
El Rally de Cataluña de 2013, oficialmente 49 Rally RACC Catalunya – Costa Daurada (Rallye de España), fue la edición 49.ª y la decimosegunda ronda de la temporada 2013 del Campeonato Mundial de Rally. Se celebró del 24 al 27 de octubre y fue también la octava ronda del WRC 2, WRC 3 y la sexta del mundial junior.
La organización presentó el itinerario del rally el 7 de junio que como novedades la introducción de tramos nocturnos para la  etapa de carrera mientras que los tramos mixtos de asfalto y tierra pasan de la primera etapa a la última. El rally arrancó el jueves 24 con el shakedown que se disputó cerca de Salou. Posteriormente se celebró la ceremonia de salida en el centro de la ciudad de Barcelona, en la Avenida de la Catedral para luego disputar los tres primeros tramos. Al día siguiente, el sábado 26 se corrieron cinco tramos sobre asfalto con una superespecial mixta en el centro de Salou al igual que se hizo por primera vez en 2012. El último día de carrera se disputaron los seis últimos tramos que eran sobre tierra, salvo el último Terra Alta de 35,73 km que era mixto. Finalizada la carrera la entrega de premios se realizó en el paseo marítimo de Salou a las 16:36 horas. Un total de 64 equipos estaban inscritos en la prueba, donde destacaban los habituales Mikko Hirvonen y Dani Sordo del equipo Citroën, Sébastien Ogier, Jari-Matti Latvala y Andreas Mikkelsen de Volkswagen, Mads Ostberg, Evgeny Novikov y del Catar M-Sport, Nasser Al-Attiyah y Thierry Neuville del Catar World Rally Team, Martin Prokop a los que hay que sumar Khalid Al-Qassimi, en el segundo equipo de Citroën, Hayden Paddon que corrió con el tercer Fiesta del equipo Catar M-Sport WRT, y finalmente Abdulaziz Al-Kuwari con el decimotercer World Rally Car. En el WRC 2 se inscribieron catorce pilotos, en el WRC 3 tres y en campeonato junior nueve.

## Desarrollo
El jueves día 24 se celebró el shakedown, en un tramo urbano de la localidad de Salou de 2,5 km de longitud, donde el más rápido fue el español Dani Sordo con un tiempo de 1:22.7 segundos, seguido de Jari-Matti Latvala a tan sólo 0,2 segundos y de Sébastien Ogier a 0,3. El tercer piloto de Volkswagen, Andreas Mikkelsen terminó cuarto a 0,6 y el resto de pilotos terminaron a más de un segundo, en especial su compañero de equipo Mikko Hirvonen que marcó su mejor crono a 2,8 segundos de Sordo.
1. Dani Sordo: 1:22.7 s
2. Jari-Matti Latvala: +0.2 s
3. Sébastien Ogier: +0.3 s
4. Andreas Mikkelsen: +0.6 s
5. Evgeny Novikov: +1.5 s
6. Thierry Neuville: +1.6 s
7. Khalid Al Qassimi: +1.9 s
8. Nasser Al-Attiyah: +2.3 s
9. Mikko Hirvonen: +2.8 s
10. Hayden Paddon: +2.9 s
11. Martin Prokop: +3.2 s
12. Mads Ostberg: +3.7 s
13. Abdulaziz Al-Kuwari: +5.2s

## Itinerario
| Día   | Tramo | Hora  | Nombre        | Distancia | Ganador            | Tiempo  | Vel. m.    | Líder rally                   |
| ----- | ----- | ----- | ------------- | --------- | ------------------ | ------- | ---------- | ----------------------------- |
| Día 1 | SS1   | 20:18 | Querol        | 21.26 km  | Sébastien Ogier    | 11:23.6 | 112 km/h   | Sébastien Ogier               |
| Día 1 | SS2   | 20:59 | Montmell      | 24.14 km  | Sébastien Ogier    | 12:40.4 | 114.3 km/h | Sébastien Ogier               |
| Día 1 | SS3   | 22:46 | Riudecanyes 1 | 16.35 km  | Sébastien Ogier    | 10:35.9 | 92.6 km/h  | Sébastien Ogier               |
| Día 2 | SS4   | 09:05 | Riudecanyes 2 | 16.35 km  | Dani Sordo         | 10:26.2 | 94.0 km/h  | Sébastien Ogier               |
| Día 2 | SS5   | 10:03 | El Priorat 1  | 42.04 km  | Dani Sordo         | 23:22.4 | 107.9 km/h | Sébastien Ogier               |
| Día 2 | SS6   | 11:44 | Colldejou 1   | 26.48 km  | Jari-Matti Latvala | 15:35.0 | 102.0 km/h | Jari-Matti Latvala Dani Sordo |
| Día 2 | SS7   | 14:31 | El Priorat 2  | 42.04 km  | Sébastien Ogier    | 23:35.4 | 106.9 km/h | Jari-Matti Latvala            |
| Día 2 | SS8   | 16:12 | Colldejou 2   | 26.48 km  | Thierry Neuville   | 15:36.8 | 101.8 km/h | Jari-Matti Latvala            |
| Día 2 | SS9   | 17:35 | Salou         | 2.00 km   | Jari-Matti Latvala | 2:36.3  | 51.6 km/h  | Jari-Matti Latvala            |
| Día 3 | SS10  | 07:33 | Gandesa 1     | 7.00 km   | Andreas Mikkelsen  | 4:31.0  | 93.0 km/h  | Jari-Matti Latvala            |
| Día 3 | SS11  | 07:58 | Pesells 1     | 26.59 km  | Andreas Mikkelsen  | 15:30.9 | 102.8 km/h | Jari-Matti Latvala            |
| Día 3 | SS12  | 09:04 | Terra Alta 1  | 35.73 km  | Sébastien Ogier    | 23:34.3 | 90.8 km/h  | Jari-Matti Latvala            |
| Día 3 | SS13  | 12:57 | Gandesa 2     | 7.00 km   | Sébastien Ogier    | 4:25.1  | 95.1 km/h  | Jari-Matti Latvala            |
| Día 3 | SS14  | 13:22 | Pesells 2     | 26.59 km  | Sébastien Ogier    | 14:59.6 | 106.4 km/h | Sébastien Ogier               |
| Día 3 | SS15  | 14:28 | Terra Alta 2  | 35.73 km  | Sébastien Ogier    | 23:11.6 | 92.3 km/h  | Sébastien Ogier               |

## Clasificación final
| Pos.     | Piloto               | Copiloto               | Automóvil               | Tiempo    | Dif.       | Puntos |
| WRC      | WRC                  | WRC                    | WRC                     | WRC       | WRC        | WRC    |
| -------- | -------------------- | ---------------------- | ----------------------- | --------- | ---------- | ------ |
| 1.       | Sébastien Ogier      | Julien Ingrassia       | Volkswagen Polo R WRC   | 3:33:21.2 | 0.0        | 25     |
| 2.       | Jari-Matti Latvala   | Miikka Anttila         | Volkswagen Polo R WRC   | 3:33:54.1 | +32.9      | 18     |
| 3.       | Mikko Hirvonen       | Jarmo Lehtinen         | Citroën DS3 WRC         | 3:34:34.9 | +1:13.7    | 15     |
| 4.       | Thierry Neuville     | Nicolas Gilsoul        | Ford Fiesta RS WRC      | 3:34:55.1 | +1:33.9    | 12     |
| 5.       | Evgeny Novikov       | Ilka Minor             | Ford Fiesta RS WRC      | 3:35:22.2 | +2:01.0    | 10     |
| 6.       | Mads Ostberg         | Jonas Andersson        | Ford Fiesta RS WRC      | 3:35:47.2 | +2:26.0    | 8      |
| 7.       | Martin Prokop        | Michael Ernst          | Ford Fiesta RS WRC      | 3:38:17.0 | +4:55.8    | 6      |
| 8.       | Hayden Paddon        | John Kennard           | Ford Fiesta RS WRC      | 3:40:16.9 | +6:55.7    | 4      |
| 9.       | Robert Kubica        | Maciej Baran           | Citroën DS3 RRC         | 3:44:35.3 | +11:14.1   | 2      |
| 10.      | Abdulaziz Al-Kuwari  | Killian Duffy          | Ford Fiesta RS WRC      | 3:46:48.0 | +13:26.8   | 1      |
| WRC 2    |                      |                        |                         |           |            |        |
| 1. (9.)  | Robert Kubica        | Maciej Baran           | Citroën DS3 RRC         | 3:44:35.3 | 0.0        | 25     |
| 2. (12.) | Yazeed Al-Rajhi      | Michael Orr            | Ford Fiesta RRC         | 3:49:51.1 | +5:15.8    | 18     |
| 3. (15.) | Robert Barrable      | Stuart Loudon          | Ford Fiesta R5          | 4:00:06.4 | +15:31.1   | 15     |
| 4. (16.) | Subhan Aksa          | Nicola Arena           | Ford Fiesta R5          | 4:02:22.7 | +17:47.4   | 12     |
| 5. (18.) | Nicolás Fuchs        | Fernando Mussano       | Mitsubishi Lancer Evo X | 4:04:57.3 | +20:22.0   | 10     |
| 6. (26.) | Juan Carlos Alonso   | Juan Pablo Monasterolo | Mitsubishi Lancer Evo X | 4:18:33.4 | +33:58.1   | 8      |
| 7. (37.) | Marco Vallario       | Antonio Pascale        | Mitsubishi Lancer Evo X | 4:37:41.0 | +53:05.7   | 6      |
| 8. (40.) | Ala'a Rasheed        | Joseph Matar           | Ford Fiesta R5          | 4:45:32.4 | +1:00:57.1 | 4      |
| WRC 3    |                      |                        |                         |           |            |        |
| 1. (13.) | Enrique García Ojeda | Borja Odriozola        | Citroën DS3 R3T         | 3:57:11.8 | 0.0        | 25     |
| 2. (24.) | Mohamed Al-Mutawaa   | Stephen McAuley        | Citroën DS3 R3T         | 4:14:07.1 | +16:55.3   | 18     |
| 3. (32.) | Mohamed Al-Sahlawi   | Allan Harryman         | Citroën DS3 R3T         | 4:27:34.8 | +30:23.0   | 15     |
| JWRC     |                      |                        |                         |           |            |        |
| 1.       | Yeray Lemes          | Rogelio Peñate         | Ford Fiesta R2          | 4:03:59.8 | 0.0        | 25     |
| 2.       | Marius Aasen         | Marlene Engan          | Ford Fiesta R2          | 4:06:14.5 | +2:14.7    | 18     |
| 3.       | Sander Pärn          | Ken Järveoja           | Ford Fiesta R2          | 4:07:18.8 | +3:19.0    | 15     |
| 4.       | Martin Koči          | Lukáš Kostka           | Ford Fiesta R2          | 4:07:30.3 | +3:30.5    | 12     |
| 5.       | Murat Bostanci       | Onur Vatansever        | Ford Fiesta R2          | 4:09:14.8 | +5:15.0    | 10     |